# Список премьер-министров Ливана
На этой странице перечислены премьер-министры Ливана. В соответствии с Национальным пактом, человек, занимающий эту должность должен быть мусульманином-суннитом. Тем не менее, в прошлом, некоторые премьер-министры были христианами.

## Ливанская Республика(подмандатная территорияФранции, 1926—1943)
- Огюст Адиб Паша (31 мая 1926 — 5 мая 1927)
- Бишара эль-Хури (5 мая 1927 — 10 августа 1928)
- Хабиб Паша эс-Саад (10 августа 1928 — 9 мая 1929)
- Бишара эль-Хури (9 мая 1929 — 11 октября 1929)
- Эмиль Эдде (11 октября 1929 — 25 марта 1930)
- Огюст Адиб Паша (25 марта 1930 — 9 марта 1932)
- Шарль Деббас (9 марта 1932 — 29 января 1934)
- Абдалла Байхум (29 января 1934 — 30 января 1936) (и. о.)
- Айюб Табит (30 января 1936 — 5 января 1937) (и. о.)
- Хайреддин аль-Ахдаб (5 января 1937 — 18 марта 1938)
- Халед Шихаб (18 марта 1938 — 24 октября 1938)
- Абдалла Яфи (24 октября 1938 — 21 сентября 1939)
- Абдалла Байхум (21 сентября 1939 — 4 апреля 1941)
- Альфред Наккаш (4 апреля 1941 — 26 ноября 1941)
- Ахмед Даук (1 декабря 1941 — 26 июля 1942)
- Сами ас-Сольх (26 июля 1942 — 22 марта 1943)
- Айюб Табит (22 марта 1943 — 21 июля 1943) (и. о.)
- Петро Трад (21 июля 1943 — 25 сентября 1943)

## НезависимаяЛиванская Республика(с 1943)
- Риад ас-Сольх (25 сентября 1943 — 10 января 1945)
- Абдул Хамид Караме (10 января 1945 — 20 августа 1945)
- Сами ас-Сольх (20 августа 1945 — 22 мая 1946)
- Саади аль-Мунла (22 мая 1946 — 14 декабря 1946)
- Риад ас-Сольх (14 декабря 1946 — 14 февраля 1951)
- Хуссейн аль-Уэйни (14 февраля 1951 — 7 апреля 1951)
- Абдалла Яфи (7 апреля 1951 — 11 февраля 1952)
- Сами ас-Сольх (11 февраля 1952 — 9 сентября 1952)
- Назим Аккари (9 сентября 1952 — 14 сентября 1952)
- Саиб Салам (14 сентября 1952 — 18 сентября 1952)
- Абдалла Яфи (24 сентября 1952 — 30 сентября 1952)
- Халед Шихаб (1 октября 1952 — 1 мая 1953)
- Саиб Салам (1 мая 1953 — 16 августа 1953)
- Абдалла Яфи (16 августа 1953 — 16 сентября 1954)
- Сами ас-Сольх (16 сентября 1954 — 19 сентября 1955)
- Рашид Караме (19 сентября 1955 — 20 марта 1956)
- Абдалла Яфи (20 марта 1956 — 18 ноября 1956)
- Сами ас-Сольх (18 ноября 1956 — 20 сентября 1958)
- Халил аль-Хибри (20 сентября 1958 — 24 сентября 1958) (и. о.)
- Рашид Караме (24 сентября 1958 — 14 мая 1960)
- Ахмед Даук (14 мая 1960 — 1 августа 1960)
- Саиб Салам (1 августа 1960 — 31 октября 1961)
- Рашид Караме (31 октября 1961 — 20 февраля 1964)
- Хуссейн аль-Уэйни (20 февраля 1964 — 25 июля 1965)
- Рашид Караме (25 июля 1965 — 9 апреля 1966)
- Абдалла Яфи (9 апреля 1966 — 2 декабря 1966)
- Рашид Караме (2 декабря 1966 — 8 февраля 1968)
- Абдалла Яфи (8 февраля 1968 — 15 января 1969)
- Рашид Караме (15 января 1969 — 13 октября 1970)
- Саиб Салам (13 октября 1970 — 25 апреля 1973)
- Амин Хафез (25 апреля 1973 — 21 июня 1973)
- Такиэддин ас-Сольх (21 июня 1973 — 31 октября 1974)
- Рашид ас-Сольх (31 октября 1974 — 24 мая 1975)
- Нуреддин Рифаи (24 мая 1975 — 30 июня 1975)
- Рашид Караме (1 июля 1975 — 8 декабря 1976)
- Селим Хосс (8 декабря 1976 — 20 июля 1980)
- Такиэддин ас-Сольх (20 июля 1980 — 25 октября 1980)
- Шафик Ваззан (25 октября 1980 — 30 апреля 1984)
- Рашид Караме (30 апреля 1984 — 1 июня 1987)
- Селим Хосс (2 июня 1987 — 24 декабря 1990)
- Мишель Аун (23 сентября 1988 — 13 октября 1990) (военное правительство)
- Омар Караме (24 декабря 1990 — 13 мая 1992)
- Рашид ас-Сольх (13 мая 1992 — 31 октября 1992)
- Рафик Харири (31 октября 1992 — 2 декабря 1998)
- Селим Хосс (2 декабря 1998 — 23 октября 2000)
- Рафик Харири (23 октября 2000 — 21 октября 2004)
- Омар Караме (21 октября 2004 — 15 апреля 2005)
- Наджиб Микати (15 апреля 2005 — 19 июля 2005)
- Фуад Синьора (19 июля 2005 — 9 ноября 2009)
- Саад Харири (9 ноября 2009 — 13 июня 2011)
- Наджиб Микати (13 июня 2011 — 22 марта 2013)
- Таммам Салам (6 апреля 2013 — 3 ноября 2016)
- Саад Харири (3 ноября 2016 — 21 января 2020)
- Хасан Диаб (21 января 2020 — 10 сентября 2021)
- Наджиб Микати (10 сентября 2021 — 13 января 2025)
- Наваф Салам (13 января 2025 — н. в.)